# Paul-Ludwig Weinacht
Paul-Ludwig Weinacht (* 28. Mai 1938 in Freiburg im Breisgau) ist ein deutscher Politikwissenschaftler.

## Berufliche Laufbahn
Nach dem Abitur am humanistischen Berthold-Gymnasium in Freiburg (1957) und dem Studium der Fächer Deutsch, Französisch, Politikwissenschaft, Philosophie und Geschichte an den Universitäten Freiburg, München und Paris erfolgte das Erste (1962) und Zweite Staatsexamen (1964) für das Lehramt an Höheren Schulen. Weinacht promovierte summa cum laude 1967 an der Philosophischen Fakultät der Universität München mit einer von Hans Maier betreuten Arbeit zur Wort- und Begriffsgeschichte des Staats. Die Arbeit ist noch heute Grundlage der Artikel zum Begriff „Staat“ aller bekannten etymologischen Wörterbücher.
Nach Tätigkeiten unter anderem beim Deutschen Bildungsrat und als Wissenschaftlicher Assistent von Hans Maier erhielt er 1971 den Ruf auf eine Professur für Politikwissenschaften an der Pädagogischen Hochschule Freiburg. Ab 1977 vertrat er auch den Lehrstuhl von Wilhelm Hennis an der Universität Freiburg. 1979 erfolgte der Ruf auf den Lehrstuhl für Didaktik der Sozialkunde und für Politische Wissenschaft an der Universität Würzburg. Weinacht wurde Mitvorstand des Instituts für Soziologie, dann des Instituts für Politische Wissenschaft. Von 1988 bis 1990 war er Dekan der Philosophischen Fakultät III und von 1990 bis 1994 Mitglied des Senats der Universität Würzburg. Im Jahre 1993 erhielt er einen Ruf auf den Lehrstuhl für die Politische Theorie der Universität Erfurt, den er ablehnte. 2003 wurde er emeritiert.

## Forschungsschwerpunkte
Weinachts Forschungsschwerpunkte waren Politische Systeme, politische Begriffs- und Ideengeschichte, Bildungspolitik, Regional- und Parteiengeschichte Südwestdeutschlands. Die Leitung von Publikations-Projekten der Landeszentrale für Politische Bildung Baden-Württemberg und der Europäischen Union. Gewinnung und Herausgeberschaft von Forschungsbeiträgen zu Montesquieu und zur südwestdeutschen Regionalgeschichte. Meinungserhebungen zur studierenden Jugend unmittelbar nach der deutschen Wiedervereinigung, die der Autor auch in einem Artikel für die Gedächtnisschrift des Historikers Hellmut Diwald diskutiert hat.

## Schriften (Auswahl)

### Selbständige Veröffentlichungen
- Staat. Studien zur Bedeutungsgeschichte des Wortes von den Anfängen bis ins 19. Jahrhundert, Berlin 1968 (zugleich: Dissertation LMU München 1967). ISBN 3-428-02254-8.
- Bildungsforschung, Bildungsplanung, Bildungspolitik (= Zur Diskussion gestellt Bd. 1). München 1969, 2. Auflage 1971.
- mit Gerd F. Hepp: Wieviel Selbständigkeit brauchen Schulen? Schulpolitische Kontroversen und Entscheidungen in Hessen (1991–2000), München/Neuwied 2003.
- Staat-Staatsräson-Staatsbürger. Studien zur Begriffsgeschichte und zur politischen Theorie (= Beiträge zur Politischen Wissenschaft. Bd. 180), Berlin 2014.

### Veröffentlichungen als Herausgeber
- Humanist und Politiker. Leo Wohleb. Gedenkschrift zum 80. Geburtstag des letzten Staatspräsidenten des Landes Baden, mit Hans Maier, Heidelberg 1969.
- Einführung in die politische Wissenschaft. Beispiele, Gegenstandsbereiche, Definitionen, mit Udo Kempf u. Hans-Georg Merz, Freiburg Br. 1977.
- Politik, Philosophie, Praxis. Festschrift für Wilhelm Hennis zum 65. Geburtstag, mit Hans Maier und anderen, Stuttgart 1988.
- Wieviel Garten braucht der Mensch?, mit Günther Bittner, Würzburg 1990.
- Concordia discors. Studien zur europäischen Staatenwelt, zur historischen Verfassung Deutschlands und zur Europäischen Union, Baden-Baden 1996.
- Wohin treibt die Europäische Union? Grundlagen und Dysfunktionen der Einigungspolitik (= Würzburger Universitätsschriften zu Geschichte und Politik. Bd. 2), Baden-Baden 2001.
- Würzburger Universitätsschriften zu Geschichte und Politik, mit A. Altgeld, Harm-Hinrich Brandt, G. Müller-Brandeck, Baden-Baden 2000 ff.
- Montesquieu-Traditionen in Deutschland, mit Edgar Mass, 2005.
- Baden – 200 Jahre Großherzogtum. Vom Fürstenstaat zur Demokratie, Freiburg Br. 2008.
- Wegmarken badischer Geschichte. Karlsruher Vorträge anlässlich der Großen Landesausstellung Baden! 900 Jahre im Badischen Landesmuseum Karlsruhe, mit Heinrich Hauß (= Schriftenreihe der Badischen Heimat. Bd. 5), Freiburg Br. 2013.
- (mit Gerd Hepp): Heimat in Bewegung. Heimatbewusstsein in Baden im Zeitalter von Mobilität und Migration (= Schriftenreihe der Badischen Heimat, Bd. 14). Rombach, Freiburg/Br. 2018, ISBN 3-7930-5166-8.
- (mit Tilman Mayer): Gewaltenteilung. Grundsätzliches – Historisches – Aktuelles (= Staatsdiskurse. Bd. 39). Steiner, Stuttgart 2021, ISBN 978-3-515-13018-9.

### Weitere Beiträge
- Berufliche Schulen im politischen Kräftefeld – Zur Entstehung des Gesetzes für das berufliche Schulwesen in Bayern, in: Politische Studien 207 (1973), S. 39–52.
- Zugleich flexibel und konstruktiv – Das Grundgesetz in der Bewährung. Beitrag zur Sondernummer der Zeitschrift Das Parlament aus Anlaß des 25jährigen Bestehens der Bundesrepublik, 24. Jg. Nr. 20 (18. Mai 1974), S. 3.
- Politik und Verwaltung im Bildungsbereich. Referenten und Abteilungsleiter eines Kultusministeriums in der Bundesrepublik Deutschland (1972/1973), in: Politische Vierteljahres-Schrift, Sonderheft 91 (1978), S. 192–219.
- Bildungswesen, Erziehung und Unterricht, in: Handbuch der Kirchengeschichte. Bd. VII: Die Weltkirche im 20. Jahrhundert, hrsg. v. Hubert Jedin und Konrad Repgen, Freiburg/Basel/Wien 1979, 12. Kapitel, S. 370–410.
- Kulturpolitik, in: Staatslexikon, hrsg. v. d. Görres-Gesellschaft, Bd. 3, Freiburg Br. 1987, S. 762–770.
- Politik (Mittelalter, Renaissance, Neuzeit), in: Historisches Wörterbuch der Philosophie, hrsg. v. Joachim Ritter und Karlfried Gründer, Bd. 7, Basel 1989, Sp. 1047–1056.
- Freiheit im Anschluss an Montesquieu, in: Politik – Geschichte, Recht, Sicherheit. Festschrift für Gerhard Ritter zum 80. Geburtstag, Würzburg 1995.
- Europa – eine Staatenunion. Strategien aktiver und passiver Subsidiarität, in: Concordia discors. Studien zur europäischen Staatenwelt, zur historischen Verfassung Deutschlands und zur Europäischen Union, Baden-Baden 1996, S. 127–151.
- Montesquieu und die doppelte Rechtskultur im alten Frankreich. Gewohnheitsrecht und Gesetzesrecht, in: Der Staat 36 (1997), S. 118–132.
- Der Wert der Bürgerlichkeit und die Werte der Bürger in Europa, in: Das Parlament. Nr. 1 v. 8. Januar 1999, S. 2.
- L´Etat politique et l´Etat civil, in: L´Esprit des lois. Actes du Colloque International tenu à Bordeaux du 3 au 6 décembre 1998, hrsg. von Louis Desgraves, Bordeaux 1999, S. 193–1999.
- Montesquieus Interesse am Staat – Begriffsgeschichtliche Studien zu Regierungsformen und Staatstypen im Esprit des lois, in: Zeitschrift für Politik NF 4 (2000), S. 446–457.
- The Sovereign German States and the Code Napoléon. What Spoke for his Adoption in the Rhine Confederation?, in: European Journal of Law and Economics 14 (2002), S. 2005–2013.
- Montesquieu – ein Überwinder des Naturrechtsdenkens? Zum Rechtsdenken im Esprit des lois, in: Der Staat 47 (2008), S. 411–428.
- Eroberungskrieg und Propaganda der Verteidigung. Recht – Diskreditierung – Verbot, in: Zeitschrift für Politik. 55 (2008), S. 413–434.
- Montesquieu und die Wiederherstellung des Rechtsstaates in Deutschland (1946–1949), in: Montesquieu zwischen den Disziplinen, ed. Edgar Mass, Berlin 2010, S. 375–391.
- Virtudes de principes católicos y protestantes en la época de la reforma en Alemania, in: Ius et Virtus en el Siglo de Oro, ed. Laura E. Corso de Estrada, M.a Idoya Zorroza, Collección de Pensamiento Medieval y Renacentista, Nr. 126, Navarra 2011, S. 93–105.
- Den Krieg denken. Eine typologische Orientierung aus der jüngeren politischen Ideengeschichte, in: Revista Chilena de Historia del Derecho, Nr. 22 (Estudios en honor de Bernardino Bravo Lira), Santiago de Chile 2011, Bd. 1, S. 687–702.
- Staat, in: Neues Handbuch philosophischer Grundbegriffe, neu hrsg. v. Petra Kolmer und Armin G. Wildfeuer, Bd. 3, Freiburg Br./München 2011, S. 2090–2108.
- Rappenecker, Franz-Xaver, Sozialpolitiker, in: Baden-Württembergische Biographien. Bd. V, hrsg. v. Fred Ludwig Sepaintner, Stuttgart 2013, S. 301 f.
- Seehofer, Horst, Bundesminister für Ernährung, Landwirtschaft und Verbraucherschutz (CSU), in: Kanzler und Minister 2005–2013. Biografisches Lexikon der deutschen Bundesregierungen, hrsg. v. Udo Kempf, Hans-Georg Merz, M. Gloe, Wiesbaden 2015, S. 215–219.
- Der große Kompromiß (Zum zwanzigjährigen Bestehen der Bundesrepublik Deutschland), in: Publik, Nr. 21 v. 23. Mai 1969, S. 17.
  - dazu Staat – Studien zur Bedeutungsgeschichte des Wortes von den Anfängen bis ins 19. Jahrhundert, in: Archiv für Begriffsgeschichte 13 (1969), S. 109–112.
- „Staatsbürger“ – Zur Geschichte und Kritik eines politischen Begriffs, in: Der Staat 8 (1969), S. 41–63.
  - dazu „Staatsbürger“ – Zur Geschichte und Kritik eines politischen Begriffs, in: Archiv für Begriffsgeschichte 14 (1970), S. 130–132.
- Ursprung und Entfaltung christlicher Demokratie in Südbaden, eine Chronik 1945–1982, zusammen mit Tilman Mayer, mit einem Geleitwort von Erwin Teufel, MdL, Sigmaringen 1982.
- Der überspielte Volkswille. Die Badener im südwestdeutschen Neugliederungsgeschehen (1945–1970), Fakten und Dokumente, zusammen mit Robert Albiez u. a., Karlsruhe (Braun) 1992, 2. Auflage Baden-Baden (Nomos-Verlag) 1992.
- Nation als Integral moderner Gesellschaft, in: J. Gebhardt, Schmalz-Bruns (Hrsg.): Demokratie, Verfassung und Nation. Die politische Integration moderner Gesellschaft, Baden-Baden 1994, S. 102–122.
- Quo vadis, Germania? Jugend und Nation, in: Rolf-Josef Eibicht (Hrsg.): Hellmut Diwald. Sein Vermächtnis für Deutschland. Sein Mut zur Geschichte. 1994.
- Aktualität von Klassikern des politischen Denkens (leicht bearbeitete Abschiedsvorlesung am 11. Juli 2003 in der Würzburger Residenz). In: Würzburger medizinhistorische Mitteilungen 24 (2005), S. 474–496.
- Leo Wohleb. In: Biographisch-Bibliographisches Kirchenlexikon (BBKL). Band 31, Bautz, Nordhausen 2010, ISBN 978-3-88309-544-8, Sp. 1493–1496.